# Makúna
Makúna (Macuna, Makúna, Íde-masã, Yeba-masã, Yí-tapúya = "gente-agua"), pleme tucanoan Indijanaca iz kišnih šuma Kolumbije u departmanima Vaupés i Amazonas, na rijekama donja Pirá Paraná, Apaporís i Mirití Paraná. U Brazilu ih nešto živi uz rijeku río Traira. Populacija im iznosi oko 1.100. 
Žive u velikim kolektivnim nastambama poznatim kao maloca. Postoji vjerovanje u reinkarnaciju. Kaj Århem (1981, u Makuna social organization:122-127) daje nazive njihovih 12 sibova: yiba, saina, roea, hemoa, tabotihehea, buhabungana, siroa, hogoro siroa, umua, minowaringana, heañara i seara
Sami sebe nazivaju Yeba-masã.